# Bebe Rexha
Bleta "Bebe" Rexha ([ˈblɛta ˈɾɛdʒa]; født 30. august 1989 i New York City) er en albansk-amerikansk singer-songwriter og pladeproducer. Efter hun skrev under med Warner Bros. Records i 2013 kom Eminem og Rihanna ud med deres hit-single "The Monster" (som senere modtog Grammy Award for Best Rap / Sung Performance ), som blevet skrevet a Rexha og hun har også bidraget med sangskrivning til sange indspillet af Shinee, Selena Gomez og Nick Jonas.     Rexha udgav sit debutudspil i 2015, I Don't Wanna Grow Up, der indeholdt den moderat kommercielle hit-single "I'm Gonna Show You Crazy" og "I Can't Stop Drinking About You" og "Me, Myself & I" med G-Eazy. I 2022 udgav hun singlen "I'm Good" produceret af David Guetta.

## Personlige liv
Rexha er opvokset i Staten Island i New York af albanske muslimske forældre. Hun er højlydt tilhænger af LGBTQ+-fællesskabet, og har beskrevet sin egen seksualitet som "flydende".

## Diskografi

### Studioalbummer
- Expectations (2018)

### EP'er
- I Don't Wanna Grow Up (2015)
- All your fault: Pt. 1 (2017)
- All your fault: Pt. 2 (2017)

## Television
| TV-show                 | År   | rolle        | Noter |
| ----------------------- | ---- | ------------ | --- |
| MTV Europe Music Awards | 2016 | Vært         | Begivenheden præsenteret af MTV Networks Europe, som uddeler præmier til musikere og kunstnere               |
| Bebe Rexha: The Ride    | 2017 | Hende selv   | Dokumentar, der udforsker de øjeblikke, der ændrede Rexhas liv                                               |
| Pitch Battle            | 2017 | Guest dommer | Konkurrenceshow, der viser musikalske grupper kæmpe mod hinanden, inspireret af Pitch Perfect                |
| A Christmas Story Live! | 2017 | performer    | Et direkte musikalsk tv-program inspireret af filmen med samme navn og A Christmas Story: The Musical (2012) |
| American Idol           | 2018 | Hende selv   | Sæson 16 (top 24): Contestant mentor og celebrity duet sanger                                                |